# Toni Majić
Toni Majić, né le 3 mai 2006 à Zagreb en Croatie, est un footballeur croate qui évolue au poste d'attaquant au Dinamo Zagreb.

## Biographie

### En club
Né à Zagreb en Croatie, Toni Majić est formé par le Dinamo Zagreb.
Après des prestations remarquées avec l'équipe U17 du club où il inscrit neuf buts en quatorze matchs, il est appelé pour la première fois en équipe première par l'entraîneur Ante Čačić. Il joue son premier match en première division, le 1er avril 2023 contre le HNK Gorica. Il entre en jeu et les deux équipes se neutralisent (1-1 score final).
Il devient Champion de Croatie en 2023, le club étant sacré pour la 24e fois de son histoire,.
Majić remporte une deuxième fois le championnat de Croatie en 2024, le club étant sacré pour la 25e fois de son histoire,.

### En sélection
Toni Majić représente l'équipe de Croatie des moins de 17 ans, jouant son premier match le 16 août 2022, où il se distingue en marquant aussi son premier but.

## Palmarès
Dinamo Zagreb
- Championnat de Croatie (2) :
  - Champion : 2022-2023 et 2023-2024.